# Laura Macdonald
Laura Margaret Macdonald (* 17. Juli 1974 in Glasgow) ist eine britische Jazzmusikerin (Alt- und Sopransaxophon, Komposition).

## Leben und Wirken
Macdonald lernte zunächst Violine, bevor sie sich mit 16 Jahren für das Saxophon entschied. Sie besuchte die Prestwick Academy und die Royal Scottish Academy of Music and Drama; sie setzte ihre Studien am Berklee College of Music fort, wo sie 1997 mit dem Preis für hervorragende Leistungen abschloss.
1998 wurde Macdonald Lead-Altistin im Scottish National Jazz Orchestra, wo sie mit ihrer Komposition Royal Mile zur Edinburgh Suite des Orchesters beitrug. Im Jahr 2000 tourte sie in einer Big Band an der Seite von Buster Cooper und Barry Lee Hall in der Schweiz. Auf ihrem Debütalbum Laura (2001) wurde sie von David Budway, James Genus und Jeff Tain Watts begleitet, auf dem Album Awakenings (2003) gehörten zu ihrem Sextett Claus Stötter, Donny McCaslin, Steve Hamilton, Gildas Boclé und Antonio Sánchez. 2005 führte sie beim Londoner Jazzfestival ein neues, bei ihr in Auftrag gegebenes Oktettstück auf. 2007 tourte sie in Schweden. 2008 erschien das Album Open Book von Laura Macdonald und Martina Almgren; weiterhin tourte sie in Deutschland und trat auf der Jazz Cruise 08 in der Karibik mit Ken Peplowski, Wycliffe Gordon und Claudio Roditi auf. Gemeinsam mit Tom Bancroft leitete sie 2010 die Bigband Band of Eden, für die sie auch komponierte. 2014 erschien das Album Duets, das sie mit David Berkman vorlegte.
Macdonald arbeitete mit Tommy Smith (mit dem sie verheiratet war), Guy Barker und Jason Rebello. Sie konzertierte beim Edinburgh Jazz and Blues Festival und beim Edinburgh Fringe. In den letzten Jahren trat sie auch mit Zoe Rahman, Luca Manning oder Helena Kay auf.
Zu Beginn der 2020er Jahre startete Macdonald eine zweite Karriere als Köchin (unter dem Namen Laura Michael).

## Preise und Auszeichnungen
Macdonald wurde 1996 beim Glasgow International Jazz Festival für den Preis des besten Interpreten nominiert; 1997 war sie die erste Gewinnerin der Auszeichnung Scottish Young Jazz Musician of the Year.